# Matija Širok
Matija Širok (San Pietro-Vertoiba, 31 maggio 1991) è un ex calciatore sloveno, di ruolo difensore o centrocampista.

## Palmares

### Club

#### Competizioni nazionali
- Coppa di Slovenia: 1

Gorica: 2013-2014
Domžale: 2016-2017